# Vicq-sur-Nahon
Vicq-sur-Nahon település Franciaországban, Indre megyében. Lakosainak száma 681 fő (2022. január 1.). Vicq-sur-Nahon Baudres, Langé, Luçay-le-Mâle, Poulaines, Rouvres-les-Bois, Valençay és Veuil községekkel határos.

## Népesség
A település népessége az elmúlt években az alábbi módon változott:
| Lakosok száma | 972  | 898  | 810  | 765  | 776  | 749  | 729  | 716  | 704  | 681  |
|               | 1968 | 1982 | 1990 | 2006 | 2013 | 2015 | 2017 | 2019 | 2020 | 2022 |